# Station Aylesbury Vale Parkway
Aylesbury Vale Parkway is een spoorwegstation van National Rail in Aylesbury, Engeland. Het station is eigendom van Network Rail en wordt beheerd door Chiltern Railways. 